# Паю Ганс Іванович
Паю Ганс Іванович (? — ?) — старшина Дієвої Армії УНР.

## Біографія
Станом на 1 січня 1910 року — підпоручик 224-го піхотного резервового Скопінського полку (Вороніж). Останнє звання у російській армії — капітан.
У 1918 році — дивізійний інтентант 1-ї пішої кадрової дивізії. За Гетьманату П. Скоропадського одержав звання військового старшини.
З січня 1919 року — корпусний інтендант 9-го дієвого корпусу, згодом — головний інтендант Північної групи Дієвої Армії УНР.
Подальша доля невідома.